# Lieve Vrouwe Gracht (Haarlem)
De Lieve Vrouwe Gracht is een gracht in de Noord-Hollandse stad Haarlem. De gracht is een voortzetting van de Burgwal en mondt uit in het Spaarne. 
Aan de noordelijke kade bevond zich tot 1983 de Spaarnekerk, officieel de Onze Lieve Vrouw van de Heilige Rozenkrans en de Heilige Dominicuskerk geheten. Onze Lieve Vrouw verwijst naar de heilige Maria. Waarschijnlijk dankt ook de gracht hier zijn naam aan. Aan de zuidelijke kade bevindt zich de Langebrug, in de volksmond ook wel de Verfroller genoemd. Nabij deze gracht was tot 1866 de Schalkwijkerpoort gelegen.